# Supreme - L'ego
Supreme - L'ego è un brano musicale del rapper italiano Marracash, ottava traccia del sesto album in studio Persona, pubblicato il 31 ottobre 2019 dalla Island Records.

## Descrizione
Il brano ha visto la partecipazione dei rapper Thasup (all'epoca noto come Tha Supreme) e Sfera Ebbasta, con i quali Marracash ha scritto il testo, mentre la musica è stata composta da Charlie Charles insieme a Marz. Inoltre è presente un campionamento del brano American Fruits, African Roots della cantante statunitense Zulema.

## Classifiche

### Classifiche settimanali
| Classifica (2019) | Posizione massima |
| ----------------- | ----------------- |
| Italia            | 1                 |

### Classifiche di fine anno
| Classifica (2019) | Posizione |
| ----------------- | --------- |
| Italia            | 68        |